# 临床药学
临床药学（英語：Clinical Pharmacy）是药学的一个分支。临床药学是以病人为对象研究药物及其剂型与病体相互作用和应用规律的综合性学科，旨在用客观科学指标来研究具体病人的合理用药。其核心问题是最大限度地发挥药物的临床疗效，确保病人的用药安全与合理。